# Optique atomique
Pour les articles homonymes, voir Optique (homonymie).
L'optique atomique (atom optics en anglais), est le domaine de la physique qui traite des faisceaux d'atomes neutres, refroidis et très peu agités, comme un cas spécial d'étude parmi les faisceaux de particules.
Comme pour les faisceaux optiques, les faisceaux d'atomes peuvent diffracter et interférer. Ils peuvent aussi être manipulés à l'aide de lentilles de Fresnel ou de miroirs atomiques concaves. On peut aussi réaliser des séparateurs de faisceaux. L'idée importante étant qu'en optique « traditionnelle », c'est la matière qui permet la manipulation de la lumière, ici c'est la lumière qui permet la manipulation des atomes.
Ce domaine peut être principalement découpé en trois parties :
- l'optique atomique cohérente ;
- l'optique atomique quantique ;
- l'optique atomique intégrée.

## Optique atomique cohérente
Elle se fonde sur l'analogie avec l'optique cohérente, qui utilise une source cohérente (laser). Il s'agit ici d'utiliser une source cohérente atomique, en d'autre terme il faut disposer d'atomes ayant tous entre eux une même phase bien définie, une telle source est un condensant de Bose-Einstein.
Parmi les réalisations on trouve les lasers à atomes, l'interférométrie atomique ...

## Optique atomique quantique
Elle est basée sur l'optique quantique qui étudie (entre autres) les propriétés de photons uniques (dégroupement, intrication, ..). Cette branche se propose d'étudier des phénomènes analogues avec des atomes uniques. Elle permet entre autres d'étudier les différences de comportement entre fermions et bosons.

## Optique atomique intégrée
Cette branche utilise une puce microlithographiée (dite puce atomique ou puce à atomes) afin de piéger et de condenser des atomes avec un système réduit.